# Sébastien Bodet
Sébastien Bodet, né le 31 octobre 1985 à Dreux (Eure-et-Loir), est un nageur français.

## Biographie
Sébastien Bodet est issu d'une famille dont les deux parents jouent au football. À six ans, il veut s'essayer à l'escalade ou le tir à l'arc mais est recalé à cause de son trop jeune âge. Il tente sa chance à la piscine près de chez lui à Vernouillet où sa mère lui apprend à nager. Un maître-nageur du COV l'invite un jour à intégrer la section compétition du club. Ses entraîneurs assistent à l'éclosion en quelques années. Rapidement, il fait tomber ses premiers records départementaux et régionaux en nage libre et en dos, ses deux spécialités.
À la fin du collège, Bodet choisit d'intégrer le Pôle espoirs de Rouen pour continuer à progresser. En quelques mois, le jeune eurélien se métamorphose et retranche dix secondes à son record sur 200 mètres nage libre (de 2 min 04 s à 1 min 54 s) et cinq sur 100 m (de 57 min à 52 min). Logiquement, il intègre l'équipe de France jeunes, avec Fabien Gilot son complice pendant six ans aux Vikings de Rouen. Grégory Mallet et Julien Sicot, aussi internationaux, partagent les séances. Sacré successivement champion de France minimes, cadets puis juniors, Bodet devient champion d'Europe du relais 4 × 100 m juniors 2002. L'année suivante, les Bleuets conservent leur bien. En janvier 2005, il gagne l'or national sur 50 m dos en petit bassin pour sa première saison en seniors devant Camille Lacourt.
En 2006, Bodet s'installe à Paris pour poursuivre ses études, qu'il juge plus importantes que la natation, dans les sciences du sport puis l’ostéopathie, dont il fera plus tard son métier. Sous le bonnet bleu du Racing club de France, qui devient ensuite le Lagardère Paris Racing, il met le cap sur les JO 2008. Mais à ce moment, le niveau se densifie et la qualification individuelle devient utopique. Il reporte alors tous ses espoirs sur le relais. Pour lui, tout va se jouer en avril 2008 dans le complexe de Dunkerque. Il doit se hisser parmi les quatre premiers des championnats de France. Dans la combinaison semi-polyuréthane, Bodet signe le meilleur temps des demi-finales avec un record personnel (1 min 49 s 37). En finale, il arrive second derrière l’inaccessible Amaury Leveaux.
À vingt-deux ans, Bodet s'envole pour Pékin. Après plusieurs semaines de préparation sur place, il se présente sur le plot de départ avec Leveaux, Clément Lefert et Matthieu Madelaine. Les Bleus visant la finale rafraîchissent de quatre secondes le record de France en 7 min 13 s 57 mais échouent à la dixième place à 2,5 secondes de la finale.
L'année post-olympique permet à Bodet de battre plusieurs de ses records. Mais elle marque aussi son déclin. Alors que Philippe Lucas prend les commandes du Lagardère, lui s'exile vers le club de Sarcelles. Avec ses études, il enchaîne de grosses semaines. Rentré dans le rang au niveau national, il tente un pari en septembre 2011 : partir s'entraîner aux États-Unis. Il s’épanouit à l'université du Michigan. Mais il ne retrouve pas son niveau et rate la qualification pour les JO 2012, son dernier objectif, aux championnats de France en avril 2011. Usé par les sacrifices que réclame le haut niveau, Bodet prend sa retraite sportive en 2012.

## Palmarès
Jeux méditerranéens
- Médaille d'argent du 200 m nage libre en 2009

Championnats de France de natation
- relais 4 × 200 m nage libre
  -  Vice-champion en 2002 et 2007
  -  3e en 2003
- 200 m nage libre
  -  Vice-champion en 2008
- relais 4 × 100 m nage libre
  -  Vice-champion en 2009
  -  3e en 2003, 2004 et 2007
- 4 × 100 m 4 nages
  -  3e en 2009

Championnats de France de natation en petit bassin (1)
- Champion sur 50 m dos en 2004
- 3e sur 200 m en 2004

Championnats du monde universitaire (1)
- Champion du 4 x 100 m nage libre en 2005[E 1]
- 3e du 4 x 100 m nage libre en 2009

Championnats d'Europe juniors (2)
- Champion du 4 x 100 m nage libre en 2002 et 2003[E 1]

### Ouvrage de référence
- Gérald Massé et Romain Léger, Les exploits des sportifs d'Eure-et-Loir : 1965-2015, Dreux, Antipodes, octobre 2015, 336 p. (ISBN 978-2-9553628-0-8)

1. 1 2 3  Natation - 2008 / Sébastien Bodet : Pékin Express / Repères, p. 209
2. 1 2 3 4 5 6 7  Natation - 2008 / Sébastien Bodet : Pékin Express, p. 205
3. 1 2 3 4 5 6 7 8 9 10 11 12 13 14 15 16 17  Natation - 2008 / Sébastien Bodet : Pékin Express, p. 206
4. 1 2 3 4 5 6 7 8 9  Natation - 2008 / Sébastien Bodet : Pékin Express, p. 207